# براونی
براونی شکلاتی (به انگلیسی: Chocolate brownie) یا به مختصر براونی  نوعی دسر محسوب میشود که در شکل های متنوع قابل سرو است. این شیرینی از لحاظ طبقه‌بندی مابین کیک و بیسکویت قرار دارد.
براونی ها اغلب، اما نه همیشه، یک "لایه" براق روی لایۀ بالایی خود دارند. این نوع دسر در اواخر قرن نوزدهم در ایالات متحده آمریکا به وجود آمده‌ و نیمهٔ اول قرن بیستم در همانجا محبوب شد.

## در تاریخ
یکی از افسانه‌های مربوط به ایجاد براونی، افسانه برتا پالمر، یک جامعه‌شناس برجسته شیکاگو است که شوهرش صاحب هتل پالمر هاوس بود. 
در سال 1893، پالمر از یک شیرینی‌پز، دسری مناسب برای خانم‌هایی که در نمایشگاه کلمبیایی شیکاگو شرکت می‌کردند، خواست.
او دسری درخواست کرد که کوچکتر از یک تکه کیک باشد و به راحتی از جعبه های ناهار خورده شود. نتیجه کار براونی پالمر هاوس بود که از شکلات با گردو و لعاب زردآلو درست شده بود. خانه پالمر در شیکاگو هنوز هم این دسر را به مشتریانی که از همان دستور تهیه شده اند سرو می کند.. این نام مدتی پس از سال 1893 به این دسر داده شد، اما در آن زمان توسط کتاب‌های آشپزی یا مجلات استفاده نمی‌شد.